# Rotterdamský maraton
Rotterdamský maraton je největší maratonský závod v Nizozemsku konající se každoročně od roku 1981 v Rotterdamu. Od roku 1983 se koná vždy v dubnu. V roce 2019 se ho zúčastnilo 14 554 běžců. 

Traťové rekordy drží:
- Muži – Bashir Abdi (Belgie) – 2:03:36 (2021)
- Ženy – Tiki Gelana (Etiopie) – 2:18:58 (2012)

## Přehled vítězů

### Muži
| Datum           | Běžec               | Stát                | Čas                 | Poznámky                       |
| --------------- | ------------------- | ------------------- | ------------------- | ------------------------------ |
| 23. května 1981 | John Graham         | Spojené království  | 2:09:28             | traťový rekord                 |
| 22. května 1982 | Rodolfo Gómez       | Mexiko              | 2:11:57             |                                |
| 9. dubna 1983   | Robert de Castella  | Austrálie           | 2:08:37             | traťový rekord                 |
| 14. dubna 1984  | Gidamis Shahanga    | Tanzanie            | 2:11:12             |                                |
| 20. dubna 1985  | Carlos Lopes        | Portugalsko         | 2:07:12             | traťový rekord, světový rekord |
| 19. dubna 1986  | Abebe Mekonnen      | Etiopie             | 2:09:09             |                                |
| 18. dubna 1987  | Belayneh Densamo    | Etiopie             | 2:12:58             |                                |
| 17. dubna 1988  | Belayneh Densamo    | Etiopie             | 2:06:50             | traťový rekord, světový rekord |
| 16. dubna 1989  | Belayneh Densamo    | Etiopie             | 2:08:39             |                                |
| 22. dubna 1990  | Hiromi Taniguči     | Japonsko            | 2:10:56             |                                |
| 21. dubna 1991  | Robert de Castella  | Austrálie           | 2:09:42             |                                |
| 5. dubna 1992   | Salvador García     | Mexiko              | 2:09:16             |                                |
| 18. dubna 1993  | Dionicio Cerón      | Mexiko              | 2:11:06             |                                |
| 17. dubna 1994  | Vincent Rousseau    | Belgie              | 2:07:51             |                                |
| 23. dubna 1995  | Martín Fiz          | Španělsko           | 2:08:57             |                                |
| 28. dubna 1996  | Belayneh Densamo    | Etiopie             | 2:10:30             |                                |
| 20. dubna 1997  | Domingos Castro     | Portugalsko         | 2:07:51             |                                |
| 19. dubna 1998  | Fabián Roncero      | Španělsko           | 2:07:26             |                                |
| 18. dubna 1999  | Japhet Kosgei       | Keňa                | 2:07:09             |                                |
| 16. dubna 2000  | Kenneth Cheruiyot   | Keňa                | 2:08:22             |                                |
| 22. dubna 2001  | Josephat Kiprono    | Keňa                | 2:06:50             | vyrovnaný traťový rekord       |
| 21. dubna 2002  | Simon Biwott        | Keňa                | 2:08:36             |                                |
| 13. dubna 2003  | William Kiplagat    | Keňa                | 2:07:42             |                                |
| 4. dubna 2004   | Felix Limo          | Keňa                | 2:06:14             | traťový rekord                 |
| 10. dubna 2005  | Jimmy Muindi        | Keňa                | 2:07:50             |                                |
| 9. dubna 2006   | Sammy Korir         | Keňa                | 2:06:38             |                                |
| 15. dubna 2007  | Joshua Chelanga     | Keňa                | 2:08:21             |                                |
| 13. dubna 2008  | William Kipsang     | Keňa                | 2:05:49             | traťový rekord                 |
| 5. dubna 2009   | Duncan Kibet        | Keňa                | 2:04:27             | traťový rekord                 |
| 11. dubna 2010  | Patrick Makau       | Keňa                | 2:04:48             |                                |
| 10. dubna 2011  | Wilson Chebet       | Keňa                | 2:05:27             |                                |
| 15. dubna 2012  | Yemane Adhane       | Etiopie             | 2:04:48             |                                |
| 14. dubna 2013  | Tilahun Regassa     | Etiopie             | 2:05:38             |                                |
| 13. dubna 2014  | Eliud Kipchoge      | Keňa                | 2:05:00             |                                |
| 12. dubna 2015  | Abera Kuma          | Etiopie             | 2:06:47             |                                |
| 10. dubna 2016  | Marius Kipserem     | Keňa                | 2:06:11             |                                |
| 9. dubna 2017   | Marius Kimutai      | Keňa                | 2:06:04             |                                |
| 8. dubna 2018   | Kenneth Kipkeomi    | Keňa                | 2:05:44             |                                |
| 7. dubna 2019   | Marius Kipserem     | Keňa                | 2:04:11             | traťový rekord                 |
| 2020            | Odloženo (covid-19) | Odloženo (covid-19) | Odloženo (covid-19) | Odloženo (covid-19)            |
| 24. října 2021  | Bashir Abdi         | Belgie              | 2:03:36             | platný traťový rekord          |
| 10. dubna 2022  | Abdi Nageeye        | Nizozemsko          | 2:04:56             |                                |
| 16. dubna 2023  | Bashir Abdi         | Belgie              | 2:03:47             |                                |
| 14. dubna 2024  | Abdi Nageeye        | Nizozemsko          | 2:04:45             |                                |